# دولت باز

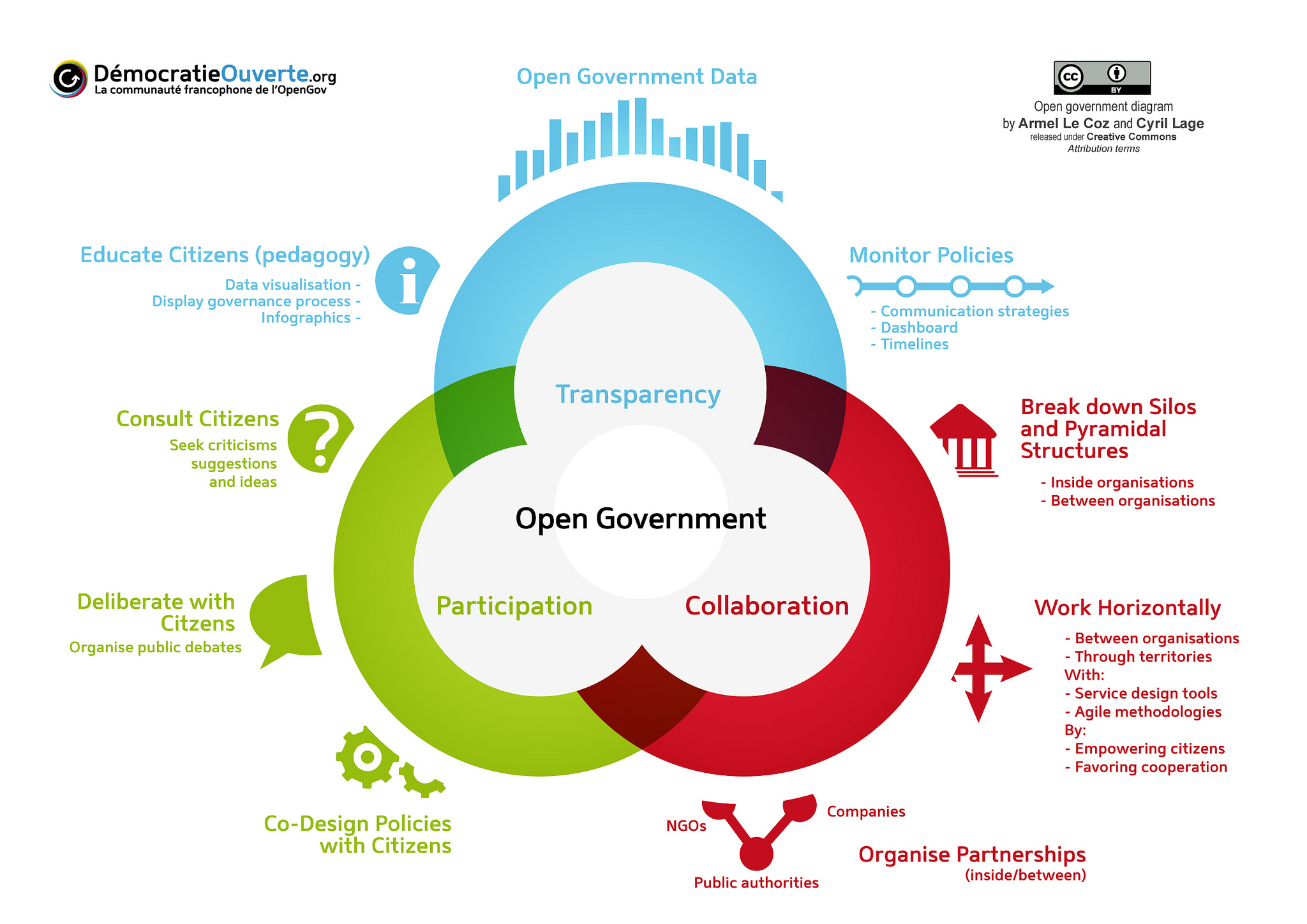
طرح تصویری یک دولت باز

دولت باز یک دکترین حکمرانی است که بیان می‌دارد، شهروندان حق دسترسی به مدارک و رویه‌های دولتی را دارند تا بتوانند بر بخش عمومی نظارت داشته باشند. به صورت کلی این دکترین بر مقابله با استدلال‌های دیگر دولت برای مشروعیت بخشی به محرمانگی فزاینده عملکرد دولت استوار است.

## تاریخچه
در غرب ایده اینکه دولت باید برای بررسی‌های عموم باز باشد حداقل به عصر روشنگری بازمی‌گردد.

## دولت باز در ایران
در ایران دولت باز در قانون انتشار و دسترسی آزاد به اطلاعات مصوب 1388 و آیین‌نامه اجرایی آن دنبال می‌شود.